# St. Alban (Hendungen)

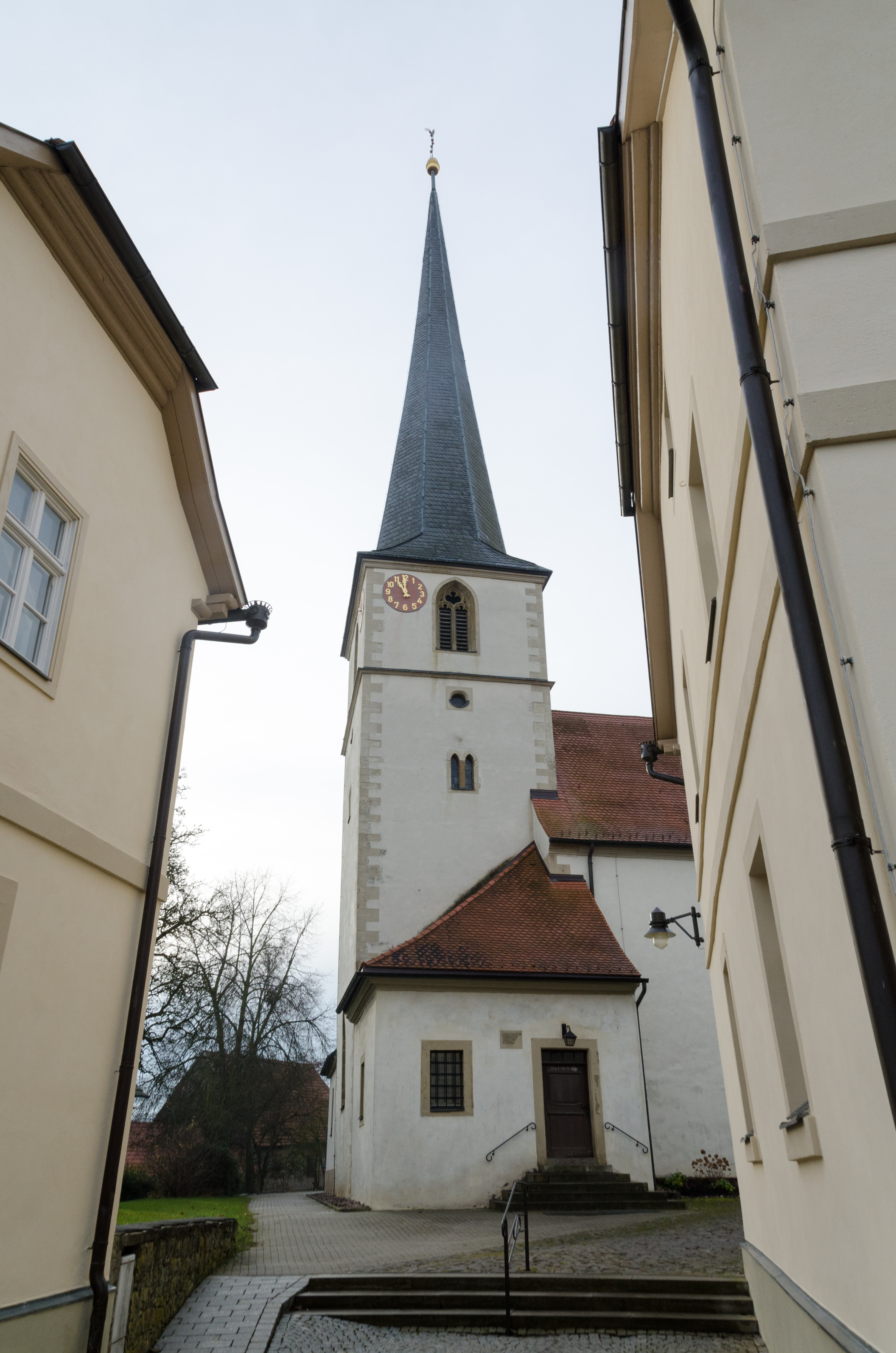
St. Alban (Hendungen)

St. Alban ist eine römisch-katholische Pfarrkirche in Hendungen, einer Gemeinde im unterfränkischen Landkreis Rhön-Grabfeld in Bayern. Der Turm des denkmalgeschützten Bauwerks entstand Anfang des 17. Jahrhunderts. Die Pfarrei gehört zur Pfarreiengemeinschaft Franziska Streitel (Mellrichstadt) im Dekanat Bad Neustadt des Bistums Würzburg.

## Beschreibung

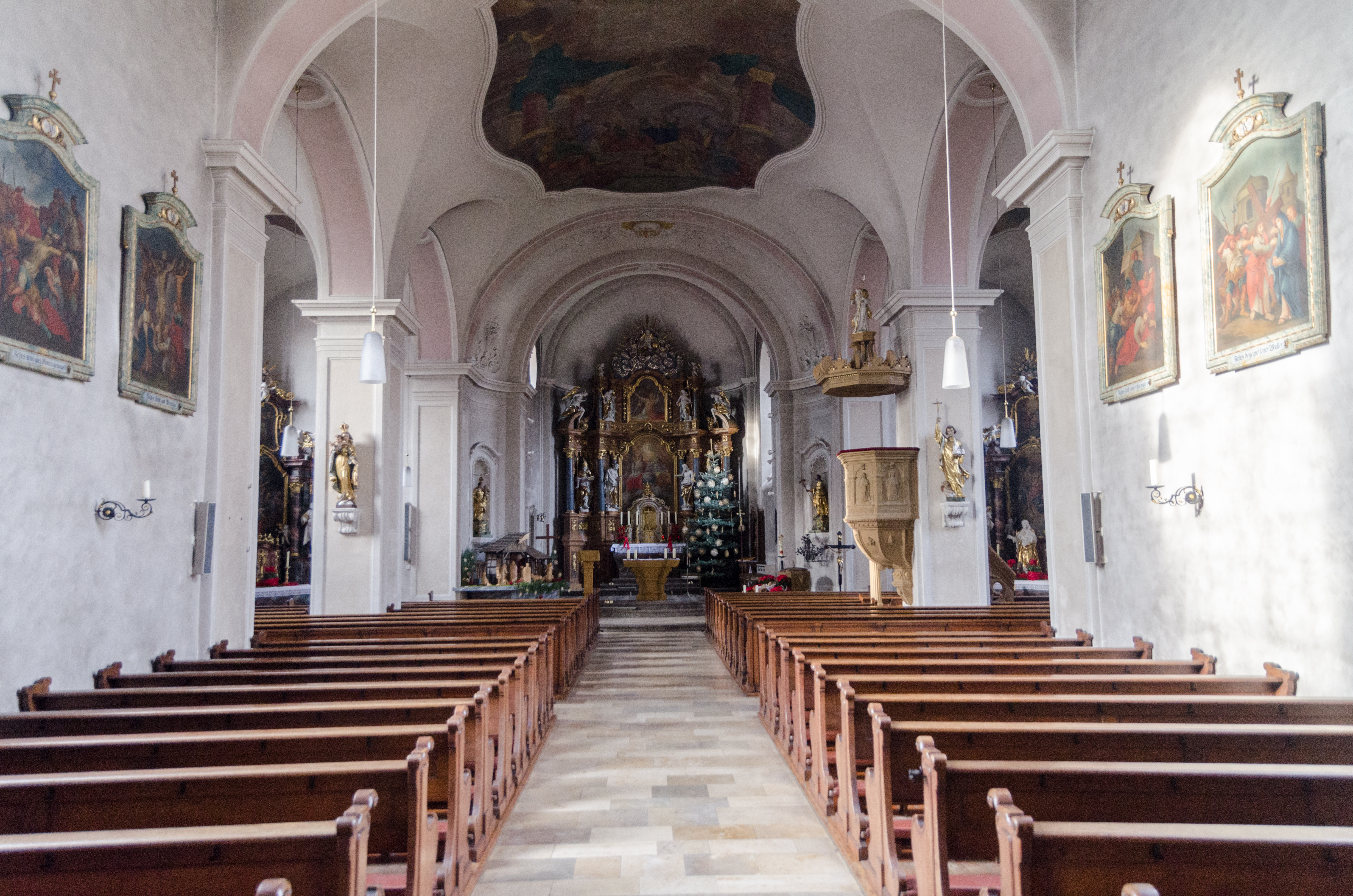
Langhaus mit Blick auf den Altar

Der Kirchturm, ursprünglich der Chorturm einer Saalkirche, ist im Kern mittelalterlich. Sein oberstes Geschoss, das die Turmuhr und den Glockenstuhl beherbergt, und den achtseitigen, schiefergedeckten Knickhelm, erhielt er 1599. Er ist somit ein Julius-Echter-Turm. Das Langhaus wurde an ihn 1616/17 nach Westen angebaut. Die 1773 an den Chorturm angebaute Sakristei dient heute als Kapelle. Von 1912 bis 1914 wurde die Saalkirche durch den Bau eines neobarocken Querschiffes nach Plänen von Ludwig Hofmann und eines eingezogenen, dreiseitig abgeschlossenen Chors zur Kreuzkirche erweitert. Die Deckenmalereien hat 1913 Eulogius Böhler geschaffen. Der Hochaltar wurde um 1720 gebaut. Die Kanzel und das Taufbecken stammen aus dem frühen 17. Jahrhundert.